# Serbische Karpaten
Die Serbischen Karpaten (serbisch-kyrillisch Српски Карпати, Srpski Karpati; veraltet auch Serbisches Erzgebirge) sind ein Gebirge im östlichen Serbien und der südlichste Teil des Karpatenbogens. 
Die Serbischen Karpaten erstrecken sich auf der rechten Seite der Donau östlich des Morava-Beckens, westlich des Flusses Timok und nördlich der Nišava, und stellen die Verbindung der Karpaten zum Balkangebirge im Süden her. Die höchste Erhebung ist der Šiljak mit 1565 m in der Gebirgskette des Rtanj, die durchschnittliche Höhe erreicht zwischen 800 und 1500 m. Im Wesentlichen handelt es sich um karstige Kalkstein-Formationen.

## Lage
Nach der Definition der Serbischen Akademie der Wissenschaften und Künste, bestätigt in der Karpatenkonvention, umfassen die Serbischen Karpaten eigentlich nur 732 km² oder 0,35 Prozent des gesamten Karpatengebiets. Dies würde die Erhebungen südlich der rumänischen Grenze am Eisernen Tor und das Gebiet des Nationalparks Đerdap umfassen. Die Eckpunkte der Serbischen Karpaten wären damit Tekija (44° 43′ N, 22° 28′ O) im Norden, 44° 22′ N, 22° 6′ O im Süden, Golubac (44° 40′ N, 21° 36′ O) im Westen und 44° 39′ N, 22° 33′ O im Osten (Damm des Eisernen Tors).
Jedoch wird traditionell in Serbien unter Serbische Karpaten der gesamte Südbereich des Karpatenbogens verstanden, der die Verbindung zum Balkangebirge darstellt. Damit sind folgende Berge eingeschlossen: Šomrda, Liškovac, Veliki Greben, Miroč, Homolje-Berge (Homoljske planine), Veliki Krš, Mali Krš, Stol, Deli Jovan, Beljanica, Kučaj-Berge (Kučajske planine), Rtanj, Tupižnica, Devica, Ozren.

## Geologie
Das gesamte Gebiet Serbiens östlich der Flüsse Morava und Südliche Morava ist aus Gestein des Proterozoikums bis Quartärs zusammengesetzt. Kalkstein und in geringerem Maße Dolomite können eine Mächtigkeit bis über 1000 m erreichen. Die Strukturen liegen in der Regel in Nord-Süd-Richtung, auf der Nord- und der Südseite abgekrümmt, wodurch ein C-förmiger Bogen entsteht.

## Bevölkerung
Der Osten Serbiens gehört zu den am dünnsten besiedelten Gebieten des Balkan. Es existiert noch nomadische Schafhaltung. Neben Serben leben hier auch Vlachen. Die unterentwickelte Region weist große Entfernungen zwischen den größeren Ortschaften auf. Die Entvölkerung schreitet fort: Zwischen den Volkszählungen von 1991 und 2002 verloren die Gemeinden Bor und Majdanpek jeweils 3500 Einwohner, Negotin 5500, Zaječar 5000 und Knjaževac 6500.